# Maranello
Maranello é uma comuna italiana da região da Emília-Romanha, província de Modena, com cerca de 17.165 habitantes. Estende-se por uma área de 32 km², tendo uma densidade populacional de 496 hab/km². Faz fronteira com Castelvetro di Modena, Fiorano Modenese, Formigine, Marano sul Panaro, Serramazzoni.
Lá está instalada a fábrica-mãe da Ferrari. Além da fábrica, há uma pista de testes, um museu da Ferrari onde estão expostos modelos da marca fabricados nestes 60 anos de funcionamento.
Em 05 de fevereiro de 2014, Henrique Pizzolato, um dos envolvidos no chamado "Escândalo do Mensalão" foi preso em Maranello por um carabinieri, por porte de documento falso. Pizzolato, que tem dupla cidadania (brasileira e italiana) havia fugido do Brasil e se refugiado nesta cidade, após ter sua prisão decretada pelo Supremo Tribunal Federal.

## Demografia
| Variação demográfica do município entre 1861 e 2011                               |
|                                                                                   |
| Fonte: Istituto Nazionale di Statistica (ISTAT) - Elaboração gráfica da Wikipedia |